# Konstantin Sergejewitsch Borissow
Konstantin Sergejewitsch Borissow (russisch Константин Сергеевич Борисов; * 14. August 1984 in Smolensk, RSFSR) ist ein russischer Kosmonaut.

## Ausbildung
Borissow besuchte von 1991 bis 2001 in Schukowski die Mittelschule Nr. 3. Seine Schule bot ihm die Gelegenheit zu besonders gründlichem Erlernen der englischen Sprache. 2003 studierte Borissow 4 Monate lang im Rahmen des internationalen Erasmus-Programmes an der Universität Göteborg. 2005 schloss er ein Studium der Wirtschaftswissenschaft an der Russischen Plechanow-Wirtschaftsuniversität mit dem Bachelor ab. Von 2006 bis 2007 studierte er an der University of Warwick in Coventry. Er schloss dieses Studium mit dem Master auf dem Gebiet Operations Research und Systemanalyse ab. Borissow setzte seine Studien von 2016 bis 2018 am Moskauer Staatlichen Luftfahrtinstitut fort und machte dort seinen Master für Flugzeugbau auf dem Gebiet der Lebenserhaltungssysteme im Weltraum.

## Beruf
Von 2005 bis 2006 war Borissow Controlling-Mitarbeiter bei Volvo-Wostok in Chimki. Von 2007 bis 2011 arbeitete er als Analyst bei der A. T. Kearney GmbH in Moskau. 2012 wechselte er als Berater zur Boston Consulting Group, ebenfalls in Moskau. Von 2014 bis zu seiner Zulassung als Kosmonaut im Jahr 2018 war Borissow Innovationsleiter bei Ferronordic Machines in Chimki.

## Kosmonautentätigkeit
2017 bewarb sich Borissow um die Aufnahme als Kosmonaut. 2018 wurde er angenommen und begann seine Kosmonautenausbildung im Juri-Gagarin-Kosmonautentrainingszentrum.
Während dieser Ausbildung wurde die Landung in bewaldetem sumpfigen Gebiet im Winter trainiert. Außerdem absolvierte Borissow eine Taucher-Ausbildung beim Katastrophenschutzministerium der Russischen Föderation in Noginsk, die er 2019 mit dem Status „Taucher“ abschloss. An die Taucherausbildung schloss sich ein Training zum Überleben im Wasser am Schwarzen Meer an. 2020 legte Borissow das Kosmonautenexamen ab und wurde als Testkosmonaut anerkannt.
Es schlossen sich in den folgenden Jahren weitere Trainings an, darunter
- Landung in der Wüste
- Landung in bewaldetem und sumpfigem Gebiet im Winter
- ungeplante Notlandung in der Steppe im Winter
- Landung und Überleben auf dem Wasser[3]

Am 20. Januar 2022 wurde Borissow als Flugingenieur für die Besatzung der ISS-Expeditionen 69 und 70 zugelassen. Am 22. Februar 2022 wurde Borissow der Ersatzmannschaft der SpaceX Crew-6 zugeteilt. Er war der Ersatzmann für Andrej Walerjewitsch Fedjajew. Am 1. März 2023 wurde Borissow in die Besatzung der SpaceX Crew-7 aufgenommen. Seine Ernennung zum Flugspezialisten der SpaceX Crew-7 wurde am 16. Juni 2023 offiziell bestätigt.
Die SpaceX Crew-7 startete am 26. August 2023 mit einer Crew Dragon-Kapsel, getragen von einer Falcon-9-Rakete vom Kennedy Space Center, LC-39A zur ISS und koppelte dort am Harmony (ISS-Modul) an. Borissow trat der Expedition 69 bei und kehrte am 12. März 2024 zur Erde zurück.

## Sportliche Aktivitäten
Borissow treibt gerne Sport und hat in verschiedenen sportlichen Disziplinen Ausbildungen absolviert: 
Von 1994 bis 2001 besuchte er eine Tennisschule und errang bei Jugendwettkämpfen einige Preise.
Seit 2005 betrieb Borissow Gerätetauchen. Er nahm von 2005 bis 2009 an der AIDA-International (Association Internationale pour le Dévelopement de l’Apnée) Ausbildung teil und wurde Lehrer für Freitauchen. 2006 schloss er das PADI-Tauchausbildungsprogramm ab.
Von 2004 bis 2009 absolvierte Borissow eine Ausbildung zum Flugzeugpiloten beim Flugzeugklub Berkut, Flugplatz Flughafen Moskau-Ostafjewo und beim Flugzeugklub Jonathan Levingston, Flugplatz von Mjatschkowo. Bis 2018 flog er 37 Stunden ein Flugzeug und 10 Stunden einen Hubschrauber.
2011 machte Borissow eine Ausbildung im Gleitschirmfliegen.
Borissow schwimmt gerne im Meer. 2018 schwamm er ohne Zwischenstopp in 3 Stunden und 45 Minuten die 15 Kilometer über die Straße von Gibraltar von der spanischen zur marokkanischen Küste.

## Familie
Borissow ist der Sohn des verdienten Testpiloten Sergei Georgijewitsch Borissow (1958–2021) und der Grundschullehrerin Galina Leonidowna Borissowa (* 1961). Borissows Vater erhielt im Jahr 2000 den Orden Held der Russischen Föderation für Mut und Heldentum beim Testen neuer Flugzeuge. Borissow ist verheiratet mit Anna Gennadiewna Borissowa, geborene Scharapowa (* 1984).